# Kostiantínivka (Simferòpol)
|  | Per a altres significats, vegeu «Kostiantínivka». |

Kostiantínivka (en ucraïnès Костянтинівка, en rus Константиновка, Konstantínovka) és un poble de la República Autònoma de Crimea, a Ucraïna, que el 2014 tenia 1.354 habitants. Pertany al districte de Simferòpol.